# Water Valley (Missisipi)
Water Valley – miasto w Stanach Zjednoczonych, w stanie Missisipi, w hrabstwie Yalobusha.